# Мелодичен метълкор
Мелодичният метълкор смесен стил от метълкор и мелодичен дет метъл. Съдържа мелодични китарни рифове, бласт бийт и вокали, които могат да бъдат ръмжащи, крещящи или чисти.

## История
Мелодичния метълкор води началото си от новия 21 век, като корените му са в мелодичния дет метъл звук. Звукозаписните компании Century Media и Metal Blade започват да привличат групи в този стил. През 2004 г. албума The War Within на Shadows Fall заема 20-о място в класацията Билборд 200. През 2007 г. песента Nothing Left на As I Lay Dying е номинирана за грами награда в категорията „най-добро метъл изпълнение“. Третият албум Fever на уелската група Bullet For My Valentine, достига 3-то място с продадени 71 000 копия в САЩ и 21 000 във Великобритания през 2010 г.

## Групи
Killswitch Engage, Architects, Trivium, All That Remains, Atreyu, Bullet For My Valentine, Caliban, Darkest Hour, As I Lay Dying, The Devil Wears Prada, Miss May I и August Burns Red.